# 王启宇
王启宇（1883年—1965年），近代著名纺织工业家、慈善家。香港棉纺织工业先驱，王統元家族创始人。

## 生平
字志正，生于浙江省宁波府定海县白泉乡(今舟山市定海区白泉镇)，祖籍奉化县。父亲王晉侯是定海名医，早年在定海城内随兄行医并开设药房，因医治好一荷兰人的眼疾，受到赏识，被推荐入上海荷商和兴洋行。王启宇随父迁入上海后入读上海圣约翰大学，肄业后加入和兴洋行任司计，管理企业账簿，一日恰巧阅读英文版《丝光染色》一书，深受启发，遂立志振中国近代兴棉纺印染工业。
1913年，斥资在上海塘山路创立达丰染织厂，自任经理。1918年，斥资在上海曹家渡建新厂，首创中国机械印染业。1920年，创设振泰纱厂。1925年，创设宝兴纱厂，遂成就纺织连锁企业。1927年，生产出中國第一代机械印染棉布。其名下纺织业企业主要有振泰纱厂、宝兴纱厂、达记织布厂、泰山纺织厂、中纺纱厂、大纬织造厂六家，另投资创设泰山保险公司，舟山轮船公司，信和纱厂，兴业钢铁厂，并涉足近代银行业，投资创设中华劝工银行、统原银行，成为上海巨商之一。
1948年，赴香港经营纺织业。1950年，创办著名的香港纱厂、九龙纱厂，任董事长。是香港纺织业创始人之一。

## 社会兼职
- 上海华商纱厂联合会董事
- 中华工商联合会理事
- 苏浙皖赣鲁豫六区棉纺业同业公会理事长
- 香港纱厂业同业公会理事长

## 家族
有四子，均为上海香港纺织业知名企业家，子王統元、王福元尤为著名。续娶李象珮，为陶傑姨婆。孙王國旌（Chris Wong），为關之琳首任丈夫。孙女王培琪，嫁香港金融人士馬時亨。
王國旌外孫魏俊傑任職造型師，是歌手鄧紫棋的男友，其妹魏韵芝是藝人。